# Луносемянниковые
Луносемя́нниковые (лат. Menispermáceae) — семейство двудольных растений, входящее в порядок Лютикоцветные, включающее в себя 70 родов и около 450 видов.
Корни, кора и плоды многих растений содержат горечи и ядовитые физиологически активные алкалоиды (берберин, коклаурин, тетрандрин, даурицин, тубокурарины и др).
Латинское название происходит от греч. мен — луна и сперма — семя, то есть лунное семя.

## Распространение и экология
Представители семейства распространены в тропических и субтропических областях планеты. Особенно обильно оно в Юго-Восточной Азии, тропической Африке и в Южной Америке. Лишь немногие представители семейства (виды родов Menispermum и Cocculus) заходят в умеренные широты северного и южного полушарий.
В окрестностях Харькова в палеоценовых отложениях обнаружены окаменевшие остатки Cocculus kanei Heer.

## Ботаническое описание
Большинство представителей семейства — вьющиеся, листопадные или вечнозелёные кустарники, лишь немногие виды — прямостоячие кустарники, маленькие деревья или многолетние травы.
Листорасположение очерёдное. Листья луносемянниковых простые, иногда тройчатые, в основном цельные, реже пальчатолопастные, почти всегда лишённые прилистников. Черешки листьев обычно длинные, вздутые на обоих концах, иногда коленчато изогнутые. Листья представителей семейства разнообразны по форме и размерам. Их длина варьирует от 1 до 35 см. Паренхима листьев и стеблей многих луносемянниковых содержит секреторные клетки или каналы, заполненные горьким соком. У некоторых видов Тиномисциума (Tinomiscium) во всех частях растения содержится гуттаперча. Жилкование дланевидное, реже перистое.
Цветки двудомные, мелкие, актиноморфные, иногда асимметричные, обычно в пазушных кистях, щитках или метёлках, циклические или очень редко спироциклические (со спиральной чашечкой), в основном 3-членные, очень часто с двумя кругами чашелистиков, лепестков и тычинок. Лепестков 6 (иногда отсутствуют), обычно более мелких, чем чашелистики; в тычиночных цветках 6—24 свободных или сросшихся тычинок с 2—4 пыльниками; в пестичных цветках обычно 3 пестика, каждый с одной семяпочкой.
Плоды луносемянниковых — многокостянки или многоорешки. Плодики обычно ярко-окрашенные, округлые, эллиптические, яйцевидные или грушевидные, сидячие или висящие на ножках, которые могут достигать 2 см. Семена с морщинистым твердым эндоспермом; зародыш изогнутый, с плоскими или выпуклыми семядолями. Многокостянки лунносемянниковых сочные, имеют красную, оранжевую, жёлтую, белую, чёрную или голубую окраску, благодаря чему они привлекают насекомых, которые питаясь ими распространяют семена.
| |  |  |  |
| Слева направо: Ятеориза пальчатая, Ботаническая иллюстрация из книги Köhler’s Medizinal-Pflanzen, 1887. Листья Tinospora cordifolia. Соцветие Cocculus orbiculatus. Плоды Cocculus carolinus. |  |  |  |

## Роды
Семейство насчитывает 71 род:
| - Abuta Aubl. — Абута - Albertisia Becc. - Anamirta Colebr. — Анамирта - Anisocycla Baill. - Anomospermum Miers — Аномоспермум - Antizoma Miers — Антизома - Arcangelisia Becc. — Аркангелисия - Aspidocarya Hook.f. & Thomson - Beirnaertia Louis ex Troupin - Borismene Barneby - Burasaia Thouars — Бурасайя - Calycocarpum (Nutt. ex Torr. & A.Gray) Spach — Каликокарпум - Carronia F.Muell. - Caryomene Barneby & Krukoff — Кариомене - Chasmanthera Hochst. - Chlaenandra Miq. — Хленандра - Chondrodendron Ruiz & Pav. — Хондродендрон - Cionomene Krukoff - Cissampelos L. — Циссампелос - Cocculus DC. — Коккулус - Coscinium Colebr. — Косциниум - Curarea Barneby & Krukoff — Курарея - Cyclea Arn. ex Wight — Циклея - Dialytheca Exell & Mendonça — Диалитека - Dioscoreophyllum Engl. — Диоскореофиллум - Diploclisia Miers - Disciphania Eichler — Дисцифания - Elephantomene Barneby & Krukoff - Eleutharrhena Forman - Fibraurea Lour. — Фибраурея - Haematocarpus Miers - Hyperbaena Miers ex Benth. — Гипербена - Hypserpa Miers — Гипсерпа - Jateorhiza Miers — Ятеориза - Kolobopetalum Engl. - Legnephora Miers | - Leptoterantha Louis ex Troupin - Limacia Lour. - Limaciopsis Engl. — Лимациопсис - Macrococculus Becc. — Макрококкулус - Menispermum L. typus — Луносемянник - Odontocarya Miers - Orthogynium Baill. - Orthomene Barneby & Krukoff - Pachygone Miers — Пахигоне - Parabaena Miers — Парабена - Penianthus Miers — Пениантус - Pericampylus Miers — Перикампилус - Platytinospora (Engl.) Diels - Pleogyne Miers - Pycnarrhena Miers ex Hook.f. & Thomson — Пикнаррена - Rhaptonema Miers - Rhigiocarya Miers — Ригиокария - Sarcolophium Troupin - Sarcopetalum F.Muell. - Sciadotenia Miers — Сциадотения - Sinomenium Diels - Sphenocentrum Pierre — Сфеноцентрум - Spirospermum Thouars — Спироспермум - Stephania Lour. — Стефания - Strychnopsis Baill. - Synandropus A.C.Sm. - Synclisia Benth. - Syntriandrium Engl. — Синтриандриум - Syrrheonema Miers - Telitoxicum Moldenke — Телитоксикум - Tiliacora Colebr. — Тилиакора - Tinomiscium Miers ex Hook.f. & Thomson — Тиномисциум - Tinospora Miers — Тиноспора - Triclisia Benth. — Триклисия - Ungulipetalum Moldenke |